# Szofi Özbas
Szofi Özbas (Szolnok, 19 de octubre de 2001) es una deportista húngara que compite en judo.
Ganó una medalla de bronce en el Campeonato Mundial de Judo de 2023 y dos medallas en el Campeonato Europeo de Judo, en los años 2022 y 2025.

## Palmarés internacional
| Campeonato Mundial | Campeonato Mundial     | Campeonato Mundial | Campeonato Mundial |
| Año                | Lugar                  | Medalla            | Categoría          |
| ------------------ | ---------------------- | ------------------ | ------------------ |
| 2023               | Doha (Catar)           | Medalla de bronce  | –63 kg             |
| Campeonato Europeo |                        |                    |                    |
| Año                | Lugar                  | Medalla            | Categoría          |
| 2022               | Sofía (Bulgaria)       | Medalla de bronce  | –63 kg             |
| 2025               | Podgorica (Montenegro) | Medalla de oro     | –70 kg             |